# Papel picado

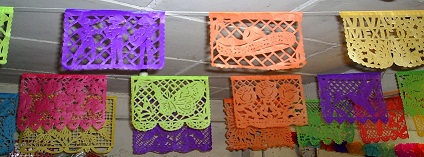
Néhány papel picado

A papel picado (a spanyol kifejezés jelentése: lyukasztott papír) a mexikói népművészet jellegzetes terméke: színes papírok átlyuggatásával kapott dísztárgy. Általában egy önálló darabja egyszínű papírból készül, de ahol díszként alkalmazzák, ott sok különböző színű papírból állítanak össze kompozíciókat. A papel picado népszerű díszítés nemzeti ünnepeken, karácsonykor, halottak napján, esküvőkön, keresztelőkön és quinceañera-ünnepeken is.

## Története
A papel picado a Puebla államban található kis településről, San Salvador Huixcolotlából ered. A 19. században, amikor a peónok az haciendák üzleteiben voltak kénytelenek vásárolni, ezekben az üzletekben megjelent az úgynevezett kínai papír. A huixcolotlaiak (köztük Juan Hernández, Cristóbal Flores, Santiago Vivanco és Lauro Pérez Macías) ebből a papírból kezdték elkészíteni az első papel picadókat, technikájuk aztán egyre népszerűbbé vált, egyre jobban elterjedt. A hagyomány apáról fiúra szállt, hamarosan pedig alkotásaikat árusítani is kezdték a szomszéd falvakban éppúgy, mint az haciendákon dolgozó emberek között. 1930 táján már Puebla több vidékén, sőt, a szomszédos Tlaxcala államban is készítették, az 1960-as években pedig megjelent Mexikóvárosban is, sőt, Európában és az Amerikai Egyesült Államokban is voltak már olyan kiállítások, ahol bemutatták. Egyre több helyen jelent meg a kézművesházakban, a népünnepélyeken, vendéglők díszeiként, sőt, manapság már nagyvállalatok logóit is belefoglalják ilyen alkotásokba. 1998. szeptember 22-én a San Salvador Huixcolotla-i papel picadót Puebla állam kulturális örökségévé nyilvánították.

## Készítése
Egyszerű esetben a papír meghajtásával, majd a hajtás mellett ollóval belevágva szimmetrikus lyukakat lehet létrehozni a papíron, és sok ilyen lyuk egyenkénti nyitásával akár egy bonyolult ábra is megkapható. A nagy mennyiségben papel picadót készítő kézművesek azonban bonyolultabb technikát alkalmaznak: nagy mennyiségű, akár 50 réteg papírt is egymásra helyeznek, és az előre megrajzolt, rájuk helyezett sablon mentén vésőkkel vájják ki a fölösleges anyagot. A különböző alakú és méretű vésőknek különböző nevük is van.

## Képek

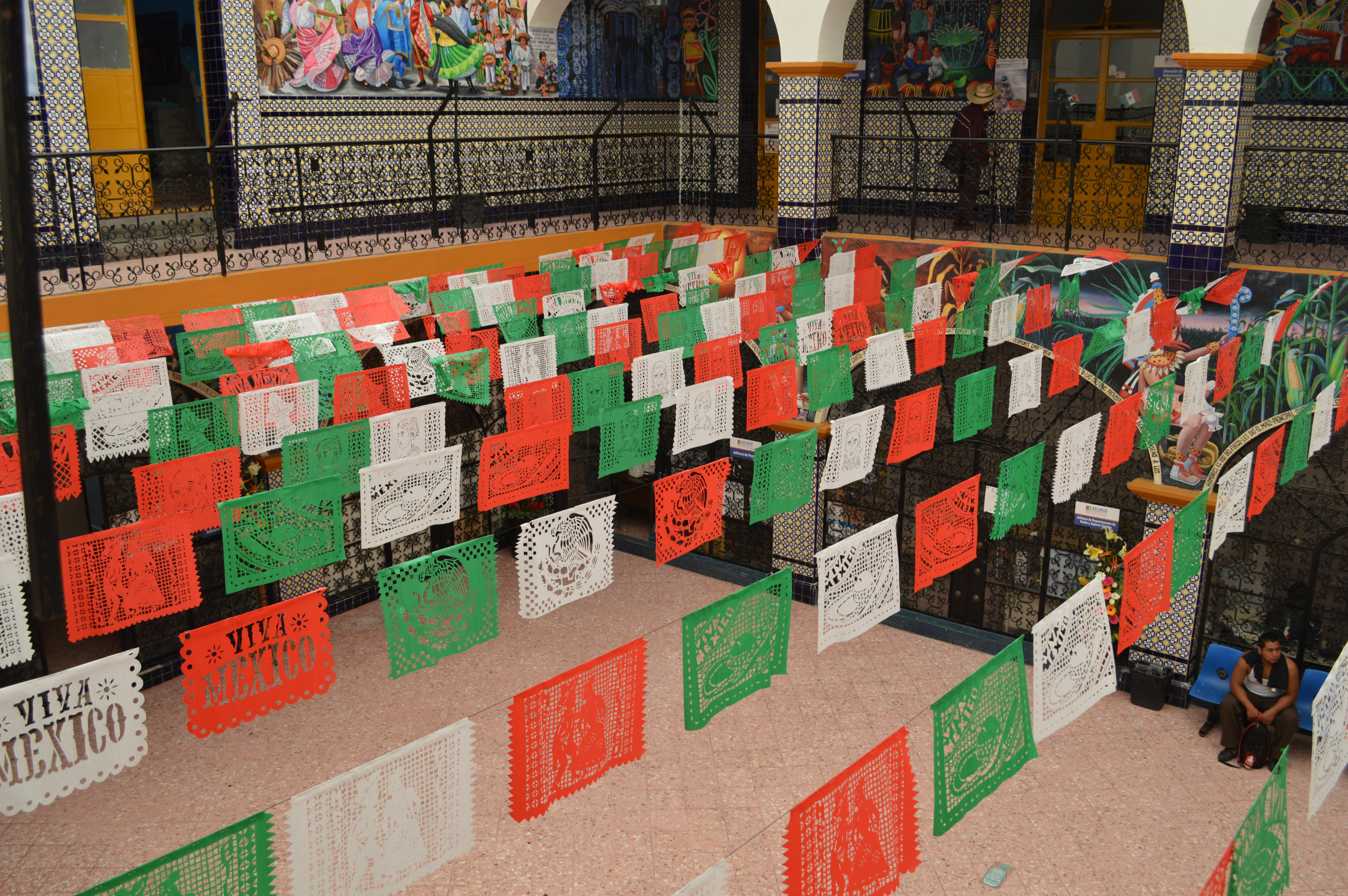
Ünnepi dísz Atlixcóban
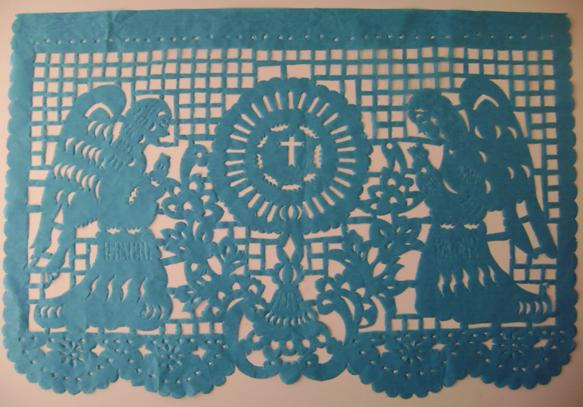
Vallási tartalmú ábra
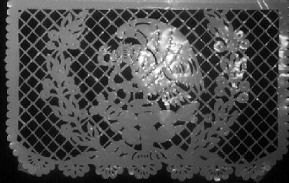
A mexikó címer
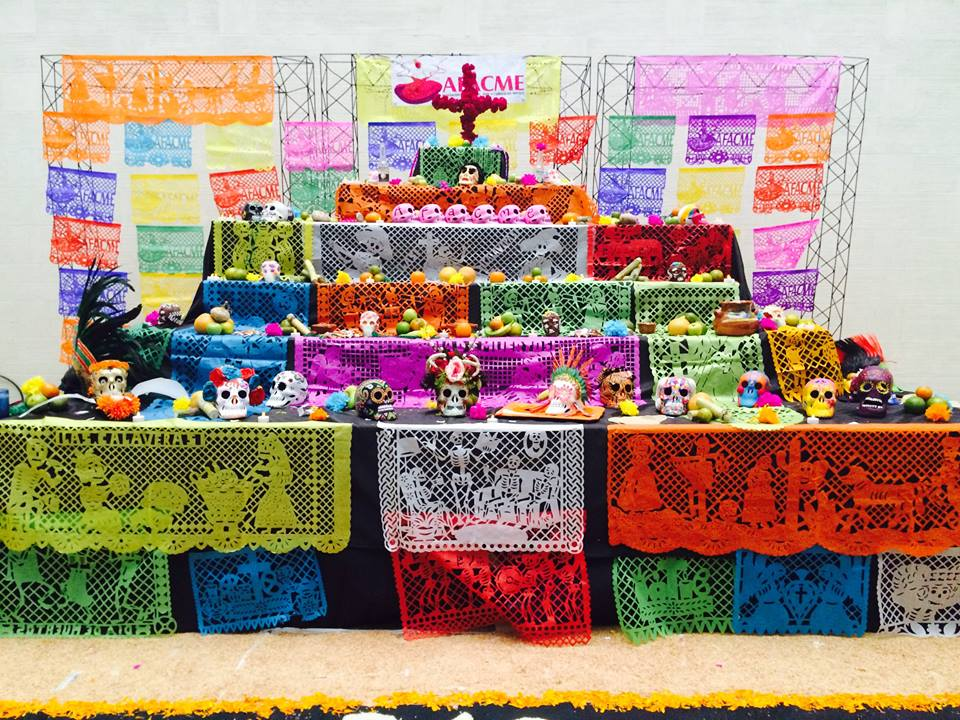
Kompozíció
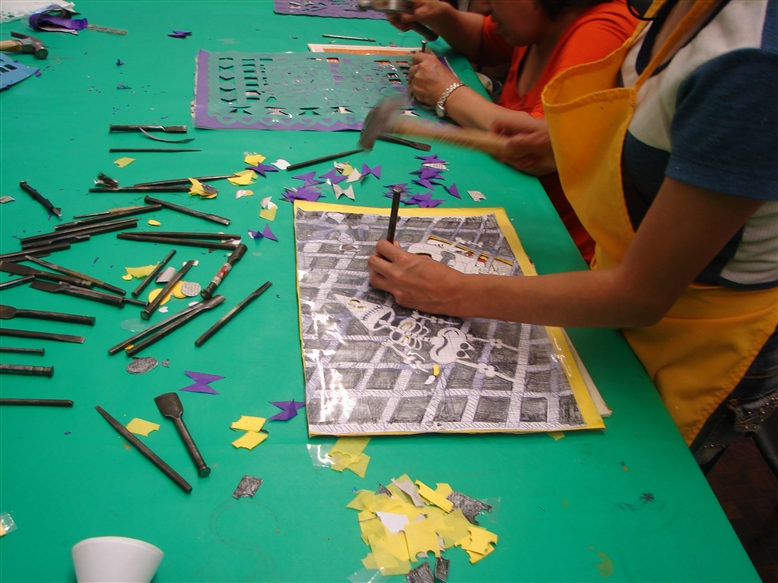
Papel picadokészítés közben